# Marcelo Peralta
Marcelo Peralta (ur. 5 marca 1961 w Buenos Aires, zm. 10 marca 2020 w Madrycie) – argentyński muzyk jazzowy. Był liderem zespołu Marcelo Peralta Quartet. Występował w zespole ZAS Trio. Zmarł na skutek pandemii COVID-19 w Hiszpanii.